# Calamus blumei
Calamus blumei är en enhjärtbladig växtart som beskrevs av Odoardo Beccari. Calamus blumei ingår i släktet Calamus och familjen Arecaceae. Inga underarter finns listade i Catalogue of Life.